# 四氟化铽
四氟化铽是一种无机化合物，化学式为TbF4。它是一种白色晶体，为强氧化剂。它可由高纯的三氟化铽和二氟化氙、三氟化氯或氟气反应得到：
2 TbF3 + F2 → 2 TbF4

## 性质
四氟化铽在热水中迅速分解，生成三氟化铽和少量的氟氧化铽（TbOF）。加热四氟化铽分解为三氟化铽和单质氟：
2 TbF4 → 2 TbF3 + F2↑
分解反应会生成Tb(TbF5)3这一混合价态的中间产物，其晶型和Ln(HfF5)3一致。
四氟化铽在加热时可以将三氟化钴氧化为四氟化钴：
TbF4 + CoF3 → TbF3 + CoF4↑
也能在320~460 °C将[60]富勒烯氟化。
以四氟化铽为原料，和氯化钾在氟气气氛中反应，可以生成混合价态氟化物KTb3F12；在氟化铷-氟化铝-四氟化铽体系中，得到的是Rb2AlTb3F16。